# Popi (film)
Pour le magazine pour enfants, voir Popi.
Pour plus de détails, voir Fiche technique et Distribution.
Popi est un film américain réalisé par Arthur Hiller, sorti en 1969.

## Synopsis
Un veuf portoricain tente d'améliorer la vie de ses deux fils.

## Fiche technique
- Titre : Popi
- Réalisation : Arthur Hiller
- Scénario : Tina Pine et Lester Pine
- Musique : Dominic Frontiere
- Photographie : Andrew Laszlo
- Montage : Anthony Ciccolini
- Production : Herbert B. Leonard
- Société de production : Herbert B. Leonard Productions
- Société de distribution : United Artists (États-Unis)
- Pays :  États-Unis
- Genre : Comédie dramatique
- Durée : 113 minutes
- Dates de sortie : 
  - États-Unis : 27 mai 1969 (New York)
  - France : 22 octobre 1969

## Distribution
- Alan Arkin : Abraham
- Rita Moreno : Lupe
- Reuben Figueroa : Luis
- Miguel Alejandro : Junior
- Arny Freeman : Diaz
- Joan Tompkins : Mlle. Musto
- Anthony Holland : Pickett
- Louis Zorich : Penebaz
- Antonia Rey : Mme. Cruz
- Arnold Soboloff : Dr. Perle

## Distinctions
Le fil a été nommé au Golden Globe du meilleur acteur dans un film dramatique pour Alan Arkin.